# Бернетт (округ, Висконсин)
Округ Бернетт (англ. Burnett County) располагается в штате Висконсин, США. Официально образован в 1856 году. По состоянию на 2010 год, численность населения составляла 15 457 человек.

## География
По данным Бюро переписи США, общая площадь округа равняется 2279,202 км2, из которых 2128,982 км2 суша и 152,810 км2 или 6,700 % это водоемы.

## Население
По данным переписи населения 2000 года в округе проживает 15 674 жителей в составе 6 613 домашних хозяйств и 4 503 семей. Плотность населения составляет 7,00 человек на км2. На территории округа насчитывается 12 582 жилых строений, при плотности застройки около 6,00-ти строений на км2. Расовый состав населения: белые — 93,25 %, афроамериканцы — 0,36 %, коренные американцы (индейцы) — 4,45 %, азиаты — 0,24 %, гавайцы — 0,07 %, представители других рас — 0,21 %, представители двух или более рас — 1,42 %. Испаноязычные составляли 0,77 % населения независимо от расы.
В составе 25,10 % из общего числа домашних хозяйств проживают дети в возрасте до 18 лет, 56,20 % домашних хозяйств представляют собой супружеские пары проживающие вместе, 7,50 % домашних хозяйств представляют собой одиноких женщин без супруга, 31,90 % домашних хозяйств не имеют отношения к семьям, 26,90 % домашних хозяйств состоят из одного человека, 12,20 % домашних хозяйств состоят из престарелых (65 лет и старше), проживающих в одиночестве. Средний размер домашнего хозяйства составляет 2,33 человека, и средний размер семьи 2,80 человека.
Возрастной состав округа: 22,10 % моложе 18 лет, 6,00 % от 18 до 24, 23,20 % от 25 до 44, 28,40 % от 45 до 64 и 28,40 % от 65 и старше. Средний возраст жителя округа 44 лет. На каждые 100 женщин приходится 101,50 мужчин. На каждые 100 женщин старше 18 лет приходится 100,30 мужчин.